# 冷水大山
冷水大山，又名冷水山、八煙山，是台灣新北市金山區重和里的一座山峰，位於陽明山國家公園範圍內，標高748公尺。該山東側為北磺溪支流後埔溪谷，西側為北磺溪另一支流八煙溪及其上游上磺溪谷。
冷水大山是一座火山，其組成岩石主要為含紫蘇輝石角閃安山岩。:138該山屬於大屯火山群之下的磺嘴山亞群。